# 複雑性悲嘆
複雑性悲嘆（ふくざつせいひたん、英: complicated grief）は、近親者の突然の死や事件等の暴力的な死の際に起こる悲嘆反応が通常6か月以上続き、社会生活や日常生活に影響を及ぼしている状態を言う。2005年にピッツバーグ大学精神医学のKatherine Shearらが論文にまとめた。

## 悲嘆反応
悲嘆反応は外的喪失（死別）に関連して起こる反応である。通常、時間の経過によって反応が変化する。数週間から数ヶ月の間は「急性期」、その後は「慢性期」の経過を辿り、少しずつ回復が見られるが、この悲嘆反応が長期化する場合を複雑性悲嘆という。

## 原因・治療
脳科学的手法による精神障害の生物学的原因究明の研究と、実証的手法による臨床疫学的・心理社会的研究、治療介入研究をしている東京都精神医学総合研究所によると、「複雑性悲嘆」は、うつ病と症状が似ているが、抗うつ薬は効果が薄く治療は難しい。
複雑性悲嘆特有の脳の働きが判明し、脳の働きから原因が「死を認められない」という心の働きにあることが判明してきた。その心の働きに焦点を当てた新しい治療法の開発も進められている。死を認めず避けてきた辛い記憶を何度も詳細に思い出させながら心の痛みを客観的に語る等する、長期的なカウンセリングのような治療法である。(EМDR）など

### 認知行動療法
メタアナリシスによって、複雑性悲嘆に焦点化した認知行動療法の有効性が報告されている。現在のところ、二重過程モデルをベースに、喪失に向き合うための曝露の要素を持つ認知行動療法が有効とされている。
たとえば、K. シアらは、複雑性悲嘆治療 (Complicated Grief Treatment: CGT) を開発した。CGTは、アタッチメント理論に基づき、悲嘆のプロセスを妨害している要因（死の否認、回避、過度の罪悪感など否定的な認知）を解決することで、自然な悲嘆のプロセスに導くことを目的としている。また、CGTは、二重過程モデルを悲嘆の回復モデルとし、対人関係療法や動機づけ面接、PTSDの認知行動療法などから、喪失に向き合う際に必要な要素（罪悪感などの認知再構成など）と回復を志向する際に必要な要素（社会的ネットワークの強化など）を取り入れている。治療を構成する要素としては、①複雑性悲嘆とCGTの心理教育、②悲嘆のモニタリング、③個人の目標、④想像再訪問 (imaginal revisiting)、⑤状況再訪問 (situational revisiting)、⑥思い出と写真、⑦想像上の会話 (imaginal conversation) がある。
また、死別後の故人がいない世界の意味づけや生活の再建をサポートすることも大切とされている。